# Pinnixa forficulimanus
Pinnixa forficulimanus är en kräftdjursart som beskrevs av Zmarzly 1992. Pinnixa forficulimanus ingår i släktet Pinnixa och familjen Pinnotheridae. Inga underarter finns listade i Catalogue of Life.